# Gewerbepark Hochfranken
Der Gewerbepark Hochfranken ist ein Gewerbegebiet in Oberfranken. Er liegt im Stadtgebiet der kreisfreien Stadt Hof und der Gemeinde Gattendorf im Landkreis Hof.

## Lage und Entwicklung

Karte des Gewerbeparks

Der Gewerbepark liegt etwa 3,5 Kilometer von Gattendorf und vier Kilometer von Hof entfernt an der Bundesstraße 173. Das Areal erstreckt sich an der Stadtgrenze von Hof, östlich des Labyrinthberg in der Nähe von Haidt und südwestlich des Golfclub Hof.
Der Gewerbepark Hochfranken wurde als Gewerbegebiet gegründet, das vor allem für Automobilzulieferer und Logistikunternehmen Platz bietet. Durch seine Nähe zu den Autobahnen A 72 und A 93 ist das Gebiet verkehrsgünstig gelegen. Überwiegend wegen seiner Nähe zu den nord- und osteuropäischen Märkten ist der Standort in Hochfranken für die Logistikbranche von Bedeutung.
Das Plangebiet umfasst die städtische Flur sowie Grundstücke Gattendorfs. Von 80 ha gehören 50 ha zur Gemeinde Gattendorf und 20 ha zur Stadt Hof. Der Park hat eine Gesamtfläche von 156 ha, davon sind 114 ha freie Fläche. Das Gewerbegebiet ist in fünf Bauabschnitte unterteilt, 2020 sind 90 % des ersten Abschnitts ausgelastet.

## Unternehmen

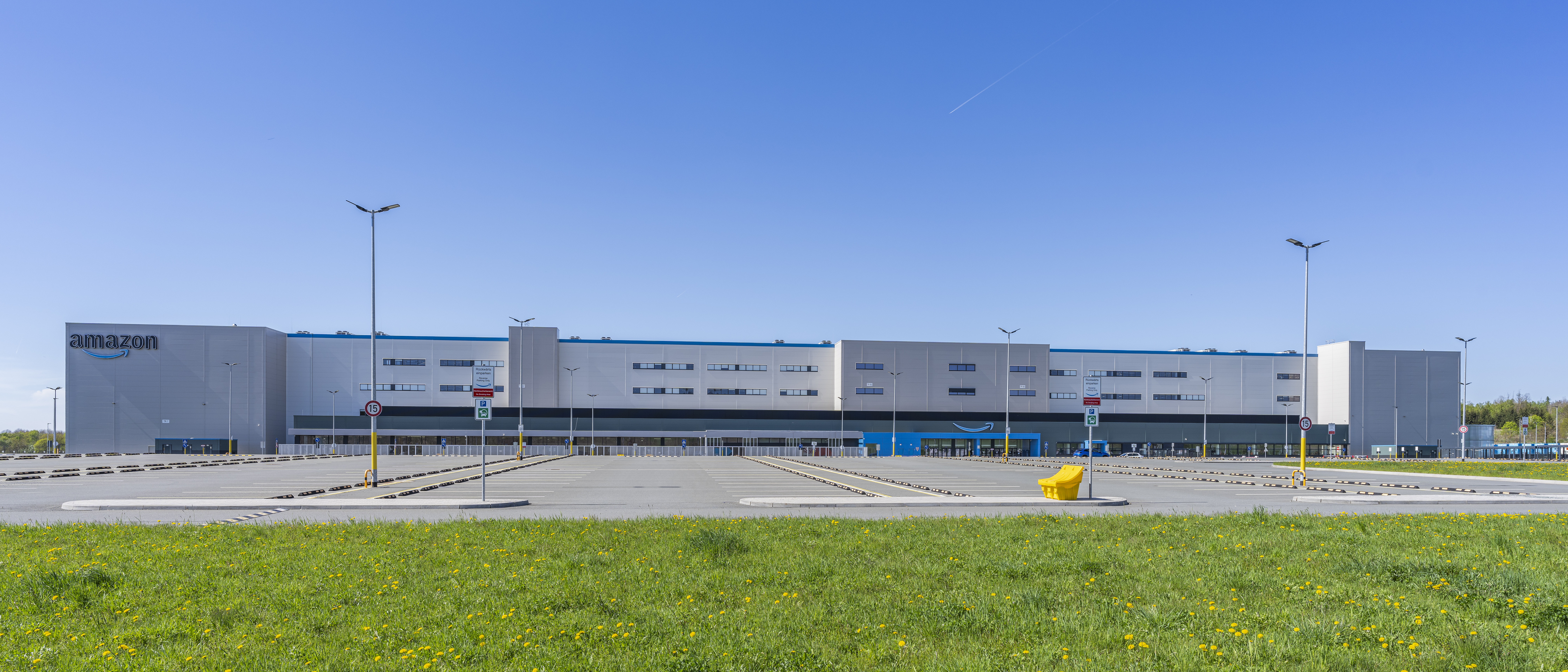
Amazon-Gebäude im Nordosten

Im Jahr 2022 sind folgende Unternehmen im Gewerbepark ansässig:
- Amazon-Logistikzentrum
- Automobiltechnikum Bayern GmbH
- BWF Offermann, Waldenfels & Co. KG
- BWF Tec GmbH & Co. KG, BWF Protec
- DEG Deutsche Elektro-Gruppe Elektrogroßhandel GmbH
- Doll KG
- Druckguss Hof GmbH
- Nexans Power Accessories Germany GmbH